# Momentos robados
 Momentos robados  és una pel·lícula de l'Argentina filmada en colors dirigida per Oscar Barney Finn sobre el seu propi guió escrit en col·laboració amb el guió d'Antonio Larreta amb diàlegs de Barney Finn sobre una història d'aquest últim, que es va estrenar el 2 de juliol de 1998 i que va tenir com a actors principals a Assumpta Serna, Jorge Rivera López, François Eric Gendron i Betiana Blum.
Va ser filmada a Puerto Deseado, província de Santa Cruz i a Comodoro Rivadavia a la província de Chubut.

## Sinopsi
En un cinema de poble patagó de 1947, l'esposa del metge de la zona, se submergeix en somni de ficció i s'apassiona cada setmana amb els personatges de cel·luloide i a la seva casa fantasia amb mons en els quals ella és una dona fatal.

## Repartiment
- Assumpta Serna
- Jorge Rivera López
- François Eric Gendron
- Betiana Blum
- Julia von Grolman
- Elena Tasisto
- Roberto Carnaghi
- Pepe Soriano
- Martín Karpan
- Arturo Maly
- Juan Manuel Tenuta
- Rita Cortese

## Comentarios
AP a El Menú va escriure:
| « | «Barney Finn roba moments sense interès, tediosos, els d'un vestit bonic, un disseny musical poderós, vol comptar amb imatges però cau sota la temptació de la veu en off o de la machietta en la discussió dels comensals estancieros sobre política, quan no presumeix d'una actriu que revolea el seu cos fràgil i sense convicció.» | » |

Adolfo C. Martínez a La Nación va opinar:
| « | «Amb aquest estil tan personal que apunta sempre a l'impecable en matèria d'ambientació i fotografia (de Félix Monti), Oscar Barney Finn va aconseguir una història per moments atrapante que, no obstant això, cau a vegades en un cert aire monocorde que deté la trama.» | » |

Manrupe i Portela escriuen:
| « | «Drama d'amor en escenari patagó amb la segona incursió de l'actriu espanyola al cinema argentí (veure Yo, la peor de todas), però aquesta vegada amb massa tics.» | » |

## Nominacions
Asociación de Cronistas Cinematográficos de la Argentina, Premis Cóndor de Plata, 1999.
- Assumpta Serna nominada al Premi a la Millor Actriu.
- Félix Monti, nominat al Premi a la Millor Fotografia.
- María Julia Bertotto, nominada al Premi a la Millor Direcció d'Art.